# Tiba Raya
Tiba Raya is een bestuurslaag in het regentschap Pidie van de provincie Atjeh, Indonesië. Tiba Raya telt 1164 inwoners (volkstelling 2010).